# Lakeshore (Luisiana)
Lakeshore es un lugar designado por el censo ubicado en la parroquia de Ouachita en el estado estadounidense de Luisiana. En el Censo de 2010 tenía una población de 1930 habitantes y una densidad poblacional de 789,38 personas por km².

## Geografía
Lakeshore se encuentra ubicado en las coordenadas 32°32′6″N 92°2′2″O / 32.53500, -92.03389. Según la Oficina del Censo de los Estados Unidos, Lakeshore tiene una superficie total de 2.44 km², de la cual 2.21 km² corresponden a tierra firme y (9.64%) 0.24 km² es agua.

## Demografía
Según el censo de 2010, había 1930 personas residiendo en Lakeshore. La densidad de población era de 789,38 hab./km². De los 1930 habitantes, Lakeshore estaba compuesto por el 71.55% blancos, el 25.65% eran afroamericanos, el 0.21% eran amerindios, el 0.83% eran asiáticos, el 0% eran isleños del Pacífico, el 0.26% eran de otras razas y el 1.5% pertenecían a dos o más razas. Del total de la población el 1.61% eran hispanos o latinos de cualquier raza.